# Pražské vajíčko
Pražské vajíčko (od roku 2003 Pražské poetické setkání) je školní dětská recitační soutěž v uměleckém přednesu poezie. Soutěž probíhá od sedmdesátých let 20. století do současnosti. Klání v roce 2003 změnilo svůj název na „Pražské poetické setkání“, protože se termín jeho konání více odsunul od Velikonoc, s nimiž býval dříve spjat.